# Sarod

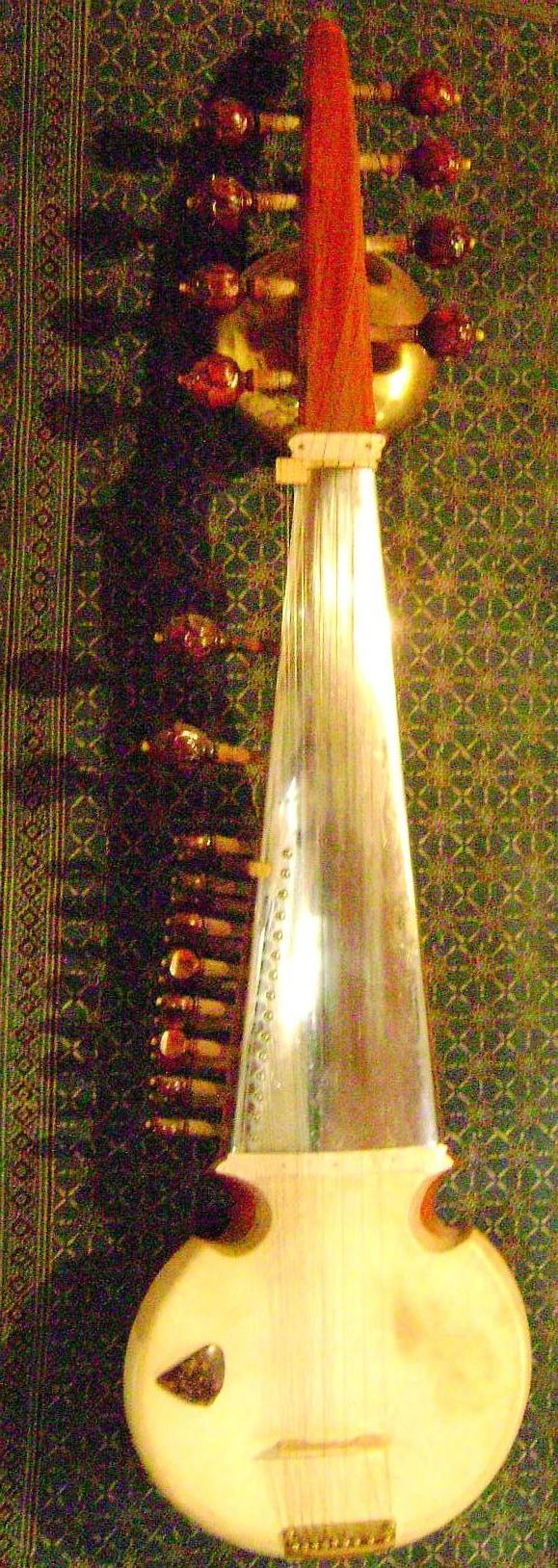
Sarod

Sarod är ett indiskt musikinstrument, som härstammar från Afghanistan och spelas med ett plektrum som oftast är gjort av ben eller kokosnötsskal. Greppbrädan är gjord av stål och saknar band. Strängarna förkortas med vänstra handends naglar.
Instrumentet har (till exempel) 4 melodisträngar, 2 bordun-strängar stämda i hög tonika (S0a), 4 hjälpsträngar, och minst 13 resonanssträngar som stäms kromatiskt, till skillnad från på sitar där de stäms efter tonerna som används i den spelade ragan. Det finns ingen standard hur man stämmer melodi- eller hjälpsträngarna.

## Framstående musiker
- Ali Akbar Khan
- Vasant Rai